# 徒
| ウィキペディアには「徒」という見出しの百科事典記事はありません（タイトルに「徒」を含むページの一覧/「徒」で始まるページの一覧）。 代わりにウィクショナリーのページ「徒」が役に立つかもしれません。 |